# Simone de Oliveira
Simone de Macedo e Oliveira, född 11 februari 1938 i Lissabon, är en portugisisk sångerska och skådespelerska.

## Biografi
Simone de Oliveira släppte sitt debutalbum, ¡Simone!, 1960. Hon har deltagit flera gånger i den portugisiska uttagningen (Festival RTP da Canção) till Eurovision Song Contest; Första gången 1964 framförde hon bidragen Olhos nós olhos (3:e plats) och Amar é ressurgir (8:e plats). Hon deltog igen året efter med bidragen Silhuetas ao luar (4:e plats) och Sol de inverno, som hon vann med. I Eurovision Song Contest samma år kom hon på 13:e plats med 1 poäng. Hon återkom till den portugisiska uttagningen 1968 med bidragen Dentro do outro mundo (8:e plats) och Canção ao meu piano velho (6:e plats). 1969 vann hon uttagningen med bidraget Desfolhada Portuguesa och i Eurovision Song Contest samma år kom hon på 15:e plats med 4 poäng. Hon deltog igen i den portugisiska uttagningen 1973 med bidraget Apenas o meu povo (8:e plats).
Simone de Oliveira representerade även Portugal i Festival de la OTI i Buenos Aires 1980 med bidraget À Tua Espera. 1988 var hon programledare för TV-programmet Piano Bar på RTP.

## Diskografi
- ¡Simone! (1960)
- A Voz e os Êxitos (1966)
- Renascendo (1969)
- Recordando Simone (1970)
- Nunca Mais A Solidão (1974)
- As Palavras que eu Cantei (1976)
- Simone (1978)
- Antologia da Música Portuguesa (1981)
- Ao Vivo No Hotel Altis (1981)
- Simone (1981)
- Simone, Mulher, Guitarra (1984)
- O Melhor de Simone (1992)
- Algumas Canções do Meu Caminho (1992)
- Simone Me Confesso (1997)
- Intimidades (2004)
- Perfil (2008)
- Pedaços de mim (2013)

## Filmer
- Canção da saudade (1964)
- Operação diamante (1967)
- Cântico final (1976)
- A estrangeira (1983)
- Capuchinho Vermelho - A verdadeira História (2006)
- Julgamento (2007)

## Television
- A Feira (RTP1), 1977
- O Espelho dos Acácios (RTP1), 1979
- Gente Fina é Outra Coisa (RTP1), 1982
- Passerelle (RTP1), 1988
- Grande Noite (RTP1), 1992
- Cabaret (RTP1), 1994
- Roseira Brava (RTP1), 1995
- Vidas de Sal (RTP1), 1996
- Filhos do Vento (RTP1), 1996-97
- Conde de Abranhos (RTP1), 2000
- Querido Professor (SIC), 2000
- A Senhora das Águas (RTP1), 2001
- Segredo (RTP1), 2004
- Morangos com Açúcar (TVI), 2005
- Tu e Eu (TVI), 2006-07
- Vila Faia (RTP1), 2007-08
- Liberdade 21 (RTP1), 2008 (participação)
- A Sagrada Familía (RTP1), 2010
- Velhos Amigos (RTP1), 2010
- Remédio Santo (TVI), 2011
- Louco Amor (TVI), 2012
- Mundo ao Contrário (telenovela) (TVI), 2013